# 臺灣後麗盲蝽
臺灣后麗盲蝽（学名：Apolygus kosempoensis）为盲蝽科后麗盲蝽屬下的一个种。